# بولالو (ديزجرود الغربي)
بولالو (بالفارسية: بولالو) هي قرية تقع في إيران في أذربيجان الشرقية. يقدر عدد سكانها بـ 298 نسمة بحسب إحصاء 2016.